# Plegapteryx prouti
Plegapteryx prouti là một loài bướm đêm trong họ Geometridae.